# Kuna de Madugandí
Kuna de Madugandí è una comarca indigena di Panama. Ha una superficie 2.318,8 km². Il capoluogo è Akua Yala.